# Landgoed De Raephorst

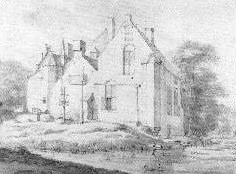
De Raephorst

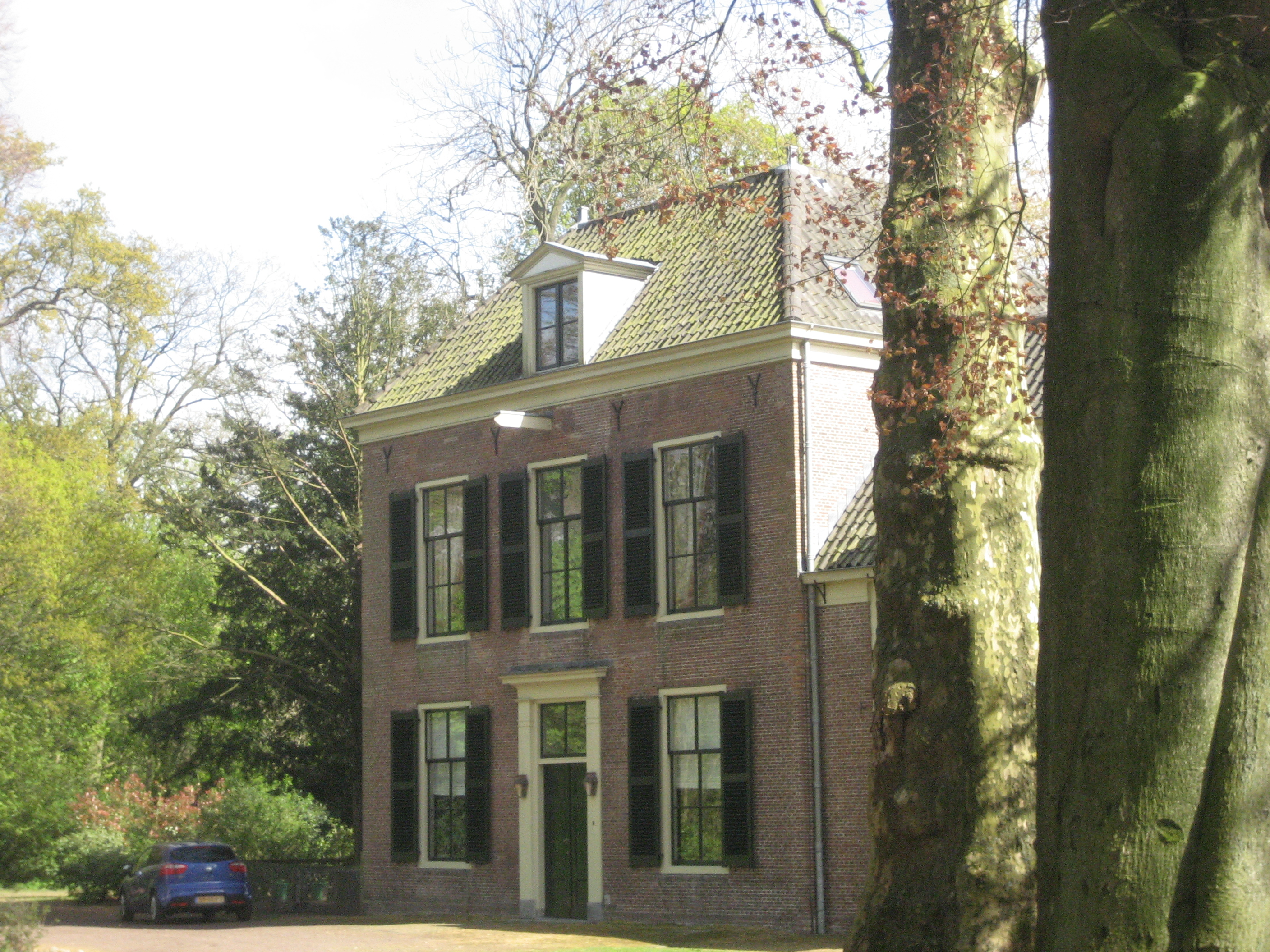
De Raephorst in 2014

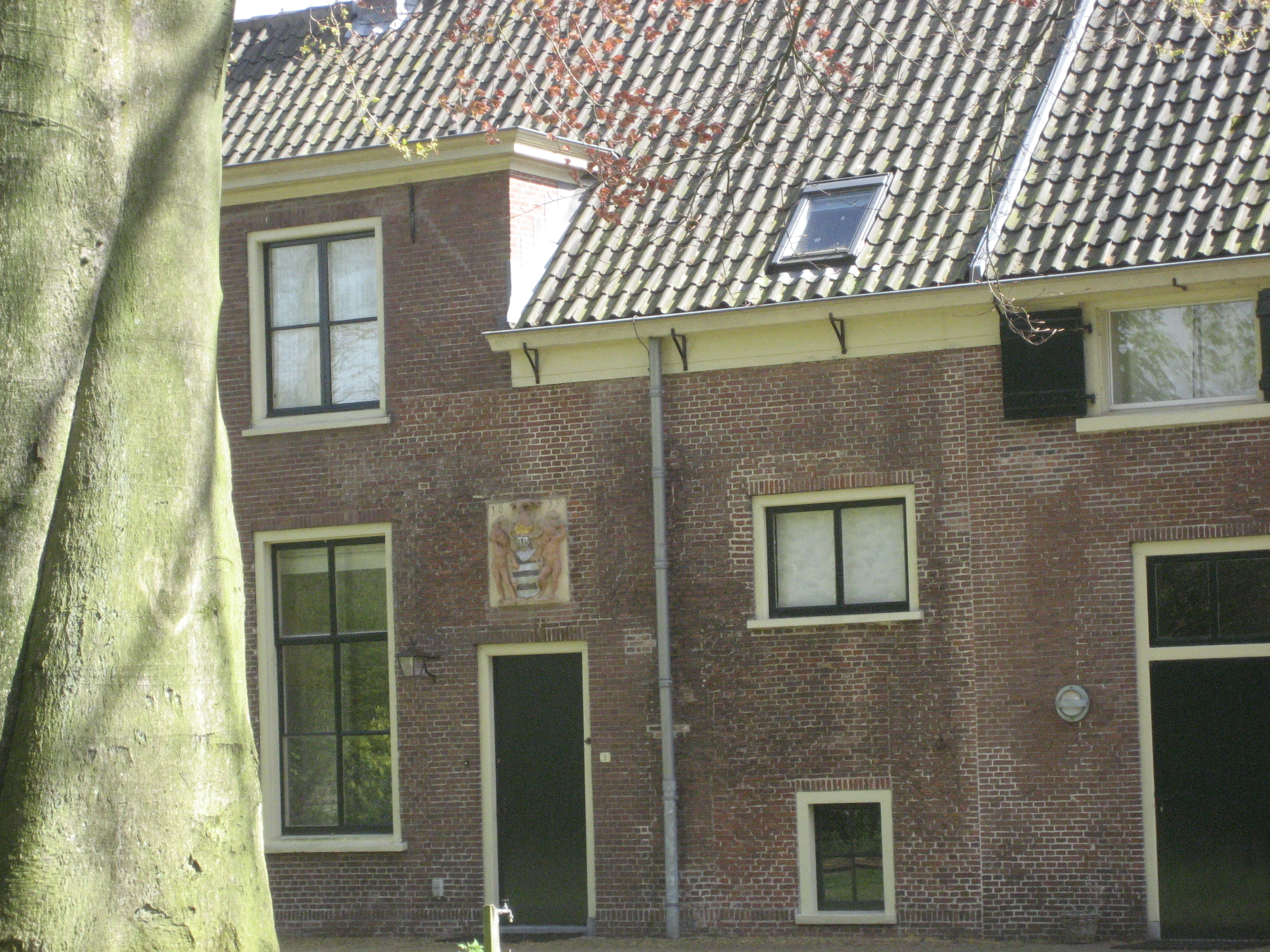
Wapensteen

Landgoed De Raephorst is een landgoed in Wassenaar. Vroeger heeft hier een kasteel gestaan.
Kasteel Raephorst bestaat niet meer en Landgoed de Raephorst is samengegaan met Landgoed ter Horst en wordt nu De Horsten of Landgoed de Horsten genoemd. Ook Eikenhorst, het landgoed waar in 1986 prinses Christina ging wonen, en waar tot 2019 koning Willem Alexander met zijn gezin woonde, maakt deel uit van De Horsten.

## Het kasteel
In het begin van de 13de eeuw werd een kasteel gebouwd door Kerstand van Raephorst. Zijn nazaten woonden er eeuwenlang. De eerste afbeelding staat op een tapijt, waarop ook Leidens ontzet staat afgebeeld. Op tekeningen uit de 17de eeuw is te zien dat er veel is aangebouwd.
Begin 18de eeuw werd het kasteel bewoond door twee zusters. In 1706 boden zij het kasteel aan als hoofdprijs van een loterij, omdat zij het gebouw niet konden onderhouden. Winnaar was luitenant-generaal van de Engelse troepen, William Cadogon, die het verkocht. Uiteindelijk kwam het in handen van Adriaan Pieter Twent.

## Het landgoed
Toen Prins Frederik, de tweede zoon van koning Willem I, in 1838 Landgoed de Paauw in Wassenaar kocht uit de nalatenschap van Adriaan Pieter Twent, kocht hij uit diezelfde nalatenschap ook De Raephorst (grondgebied Wassenaar) en Ter Horst (grondgebied Voorschoten), beiden aan de oostkant van de straatweg (later N44).
De resten van kasteel Raephorst werden afgebroken, wél bleef een deel van een oude boerderij staan, waarop het wapen van de familie Raephorst te zien is en het jaartal 1639. Het kasteel heeft waarschijnlijk ten oosten van deze boerderij gestaan. Het landgoed is eigendom van Koning Willem Alexander. De prinsen Floris en Pieter-Christiaan hebben het recht van erfpacht en opstal op Boerderij De Raephorst.
Abbenbroek · Abspoel · Adegeest · Slot Alkemade ·  Altena · Arkelsburg · Bellesteyn · Huis ten Berghe · Binckhorst · Binnenhof · Blijdestein · Te Blotinghe · Boekenburg · Boekhorst · Boshuysen · Bulgersteyn · Burcht (Leiden) · Burcht (Voorne) · Slot Capelle · Coebel · Cranenburg · Crayestein · Cronesteyn · Crooswijk · Develstein · 't Huys Dever · Dirks Steenhuis · Ter Does · Duivenstein · Duivenvoorde · Endegeest · Endepoel · Foreest · Giessenburg · Gravensteen · Groot Haesebroek · 's Heeraartsberg · Hof van Wateringen · Holy · Slot Honingen · Kasteel van de Heren van Arkel · Kasteel van Gouda · Keenenburg · Kasteel Keukenhof · Klein Poelgeest · Huis te Langerak · Langestein · Huis te Liesveld · Ter Lips · De Loo · Madeburcht · Marenburch · Meerburg · Huis te Merwede · Huis ter Mey · Kasteel van der Meye · Niemandsvriend · Noordeloos · Oud-Berendrecht · Oud-Poelgeest · Oud Teylingen · Paddenpoel · Persijn · Groot Poelgeest · Hof van Putten · Puttensteyn · Landgoed De Raephorst · Kasteel Ravesteyn · Kasteel van Rhoon · Rijnegom · Rijnenburg · Huis te Riviere · Rodenburg · Hofstad Rodenrijs · Rodenrijs · Rosenburgh · Huis Roucoop · Santhorst · Schelluinderberg · Schonenburg · Kasteel van Schoonhoven · Souburgh · Spangen · Starrenburg · Huis ter Specke · Steenvoorde · Stenevelt · Slot Teylingen · Den Toll · Torenvliet · Slot Valckesteyn · Huis ter Waard · Warmont · Ter Weer · Hof van Wena · Kasteel Westerbeek · Huis te Woude · Kasteel van IJsselmonde · 't Zand · Huis Zevender · Kasteel aan de Zevender · Zijlhof · Zonneveld · Huis Zuidwijk · Zwieten